# Aethalura intertexta
Aethalura intertexta är en fjärilsart som beskrevs av Walker 1860. Aethalura intertexta ingår i släktet Aethalura och familjen mätare. Inga underarter finns listade i Catalogue of Life.